# ギオルギ・ネムサゼ (ラグビー選手)
ギオルギ・ネムサゼ（グルジア語: გიორგი ნემსაძე、グルジア語ラテン翻字: Giorgi Nemsadze、1984年9月26日 - ）は、ジョージアのラグビーユニオン選手。ラグビージョージア代表。主たるポジションはロック及びフランカー。

## 概要
ネムサゼはRCアイア・クタイシにてディミトリ・プラリア監督の指導でラグビーキャリアを開始した。彼はこのクラブで80試合に出場し、在籍中に60得点を挙げた。彼は2011年と2015年のラグビーワールドカップにおいて、ジョージア代表に選出された。 